# Шишайова, Яна
Яна Шишайова (словац. Jana Šišajová, 1 февраля 1985, Кежмарок, Прешовский край) — словацкая саночница, выступавшая за сборную Словакии с 2000 года по 2010-й. Участница двух зимних Олимпийских игр, многократная призёрша национального первенства.

## Биография
Яна Шишайова родилась 1 февраля 1985 года в городе Кежмарок, Прешовский край. Активно заниматься санным спортом начала в возрасте тринадцати лет, в 2000 году прошла отбор в национальную сборную и стала принимать участие в различных международных стартах. В 2004 году дебютировала на чемпионате Европы в немецком Оберхофе, показав пятнадцатое время. В следующем сезоне впервые поучаствовала в заездах Кубка мира и побывала на чемпионате мира в американском Парк-Сити, где финишировала двадцать седьмой. В сезоне 2005/06 поднялась в мировом рейтинге сильнейших саночниц до тридцать второй позиции, а на европейском первенстве в немецком Винтерберге закрыла двадцатку лучших.
Закрепившись в основном составе сборной, в 2006 году Шишайова удостоилась права защищать честь страны на Олимпийских играх в Турине, финишировала там двадцать второй. Дальнейшие её выступления проходили приблизительно на таком же уровне, регулярные попадания в двадцатку лучших чередовались с неудачными заездами, так, кубковый сезон 2006/07 закончился для неё двадцать четвёртым местом общего зачёта. На чемпионате Европы 2008 года в итальянской Чезане Шишайова приехала шестнадцатой, и это лучший её результат на европейских первенствах. В то время как на чемпионате мира в Оберхофе была двадцать первой — лучшая её позиция на мировых первенствах.
В общем зачёте Кубка мира 2009/10 заняла двадцать четвёртое место, и этого оказалось достаточно для попадания на Олимпийские игры в Ванкувер. Планировала побороться там за место в десятке сильнейших, но после всех заездов спустилась до двадцать седьмого места. Последним крупным международным соревнованием для неё стал чемпионат Европы в латвийской Сигулде, где она показала восемнадцатое время. Сразу после этого старта Яна Шишайова приняла решение завершить карьеру профессиональной спортсменки, уступив место молодым словацким саночницам. Ныне проживает в горнолыжном курорте Татранска-Ломница, где работает спортивным инструктором. В свободное время любит слушать музыку, танцевать и путешествовать.